# Fairplay (singel)
Fairplay – singel zespołu Flapjack, promujący drugą płytę Fairplay.

## Lista utworów
1. "Idol Free Zone" – 1:57
2. "Active!" – 2:07
3. "Soccer – Kids From Afrika" – 4:49
4. "Whooz Next (shit edit)" – 3:33

## Twórcy
Skład podstawowy
- Grzegorz „Guzik” Guziński – śpiew, gitara
- Robert "Litza" Friedrich – gitara rytmiczna
- Maciej Jahnz – gitara prowadząca
- Jacek "Hrup-Luck" Chraplak – gitara basowa, śpiew dodatkowy
- Maciej "Ślimak" Starosta – perkusja
- Marcin "Vimek" Wimońć – śpiew dodatkowy, saksofon

Pozostali
- "T. Heavick" – śpiew dodatkowy
- Tomasz Bonarowski – śpiew dodatkowy
- Rafał "Hau" Mirocha (Dynamind) – śpiew dodatkowy
- Tomasz Molka (później None) – perkusja